# Lagynochthonius bailongtanensis
Espèce
Lagynochthonius bailongtanensis est une espèce de pseudoscorpions de la famille des Chthoniidae.

## Distribution
Cette espèce est endémique du Yunnan en Chine. Elle se rencontre dans la grotte Qianfo à Bailongtan dans le xian de Luoping.

## Description
Les mâles mesurent de 2,55 à 2,92 mm et les femelles de 2,72 à 2,95 mm.

## Étymologie
Son nom d'espèce, composé de bailongtan et du suffixe latin -ensis, « qui vit dans, qui habite », lui a été donné en référence au lieu de sa découverte, Bailongtan.

## Publication originale
- Li, Liu & Shi, 2019 : A new cave-dwelling species of Lagynochthonius (Arachnida: Pseudoscorpiones: Chthoniidae) from Yunnan Province, China. Zootaxa, no 4571(1), p. 28–34.